# Витановац (Крушевац)
Витановац је насељено место града Крушевца у Расинском округу. Према попису из 2022. има 504 становника (према попису из 2011. било је 602 становника).

## Демографија
У насељу Витановац живи 529 пунолетних становника, а просечна старост становништва износи 44,0 година (43,2 код мушкараца и 44,7 код жена). У насељу има 195 домаћинстава, а просечан број чланова по домаћинству је 3,32.
Ово насеље је великим делом насељено Србима (према попису из 2002. године), а у последња три пописа, примећен је пад у броју становника.
|  |

| Демографија | Демографија | Демографија |
| Година      | Становника  | Становника  |
| ----------- | ----------- | ----------- |
| 1948.       | 969         |             |
| 1953.       | 1.127       |             |
| 1961.       | 1.245       |             |
| 1971.       | 1.057       |             |
| 1981.       | 948         |             |
| 1991.       | 934         | 727         |
| 2002.       | 648         | 784         |
| 2011.       | 602         |             |
| 2022.       | 504         |             |

| Етнички састав према попису из 2002.‍ | Етнички састав према попису из 2002.‍ | Етнички састав према попису из 2002.‍ | Етнички састав према попису из 2002.‍ | Етнички састав према попису из 2002.‍ |
| ------------------------------------ | ------------------------------------ | ------------------------------------ | ------------------------------------ | ------------------------------------ |
|                                      |                                      |                                      |                                      |                                      |
| Срби                                 | Срби                                 |                                      | 641                                  | 98,91%                               |
| Румуни                               | Румуни                               |                                      | 1                                    | 0,15%                                |
| Власи                                | Власи                                |                                      | 1                                    | 0,15%                                |
| Југословени                          | Југословени                          |                                      | 1                                    | 0,15%                                |
| непознато                            | непознато                            |                                      | 4                                    | 0,61%                                |

| Година пописа     | 1948. | 1953. | 1961. | 1971. | 1981. | 1991. | 2002. |
| ----------------- | ----- | ----- | ----- | ----- | ----- | ----- | ----- |
| Број домаћинстава | 183   | 209   | 266   | 242   | 219   | 228   | 195   |

| Број чланова      | 1  | 2  | 3  | 4  | 5  | 6  | 7 | 8 | 9 | 10 и више | Просек |
| ----------------- | -- | -- | -- | -- | -- | -- | - | - | - | --------- | ------ |
| Број домаћинстава | 47 | 36 | 29 | 22 | 24 | 28 | 6 | 3 | 0 | 0         | 3,32   |

| Пол    | Укупно | Неожењен/Неудата | Ожењен/Удата | Удовац/Удовица | Разведен/Разведена | Непознато |
| ------ | ------ | ---------------- | ------------ | -------------- | ------------------ | --------- |
| Мушки  | 270    | 65               | 180          | 18             | 7                  | 0         |
| Женски | 284    | 38               | 176          | 63             | 4                  | 3         |
| УКУПНО | 554    | 103              | 356          | 81             | 11                 | 3         |

| Пол    | Укупно                    | Пољопривреда, лов и шумарство | Рибарство                            | Вађење руде и камена | Прерађивачка индустрија       |
| ------ | ------------------------- | ----------------------------- | ------------------------------------ | -------------------- | ----------------------------- |
| Мушки  | 125                       | 31                            | 0                                    | 1                    | 56                            |
| Женски | 34                        | 11                            | 0                                    | 0                    | 12                            |
| УКУПНО | 159                       | 42                            | 0                                    | 1                    | 68                            |
| Пол    | Производња и снабдевање   | Грађевинарство                | Трговина                             | Хотели и ресторани   | Саобраћај, складиштење и везе |
| Мушки  | 2                         | 5                             | 14                                   | 2                    | 4                             |
| Женски | 1                         | 2                             | 3                                    | 1                    | 0                             |
| УКУПНО | 3                         | 7                             | 17                                   | 3                    | 4                             |
| Пол    | Финансијско посредовање   | Некретнине                    | Државна управа и одбрана             | Образовање           | Здравствени и социјални рад   |
| Мушки  | 0                         | 1                             | 1                                    | 0                    | 4                             |
| Женски | 0                         | 0                             | 0                                    | 1                    | 2                             |
| УКУПНО | 0                         | 1                             | 1                                    | 1                    | 6                             |
| Пол    | Остале услужне активности | Приватна домаћинства          | Екстериторијалне организације и тела | Непознато            | Непознато                     |
| Мушки  | 3                         | 0                             | 0                                    | 1                    | 1                             |
| Женски | 1                         | 0                             | 0                                    | 0                    | 0                             |
| УКУПНО | 4                         | 0                             | 0                                    | 1                    | 1                             |